# Список исполнителей террористических актов 11 сентября
Исполнителями террористических актов 11 сентября 2001 года стали 19 мужчин, связанные с «Аль-Каидой» и известные как «угонщики» (англ. hijackers). 15 из них являлись гражданами Саудовской Аравии, 2 — ОАЭ, 1 — Ливана и ещё 1 — Египта. Угонщики были организованы в четыре группы, каждую из которых возглавлял обученный пилот, который должен был руководить полётом при поддержке трёх или четырёх «мускулистых угонщиков» (англ. muscle hijackers), в чью функцию входило физическое сдерживание и контроль над пилотами, экипажем и пассажирами. Каждая группа террористов была определена на определённый рейс и получила конкретную цель, в которую должен был врезаться управляемый ею самолёт.
Первыми угонщиками, прибывшими в США для совершения терактов, были Халид аль-Михдар  и Наваф аль-Хазми, обосновавшиеся в Сан-Диего в январе 2000 года. В середине того же года за ними последовали три пилота-угонщика — Мухаммед Атта, Марван аш-Шеххи и Зияд Джаррах, прошедшие лётную подготовку в Южной Флориде. Четвёртый пилот-угонщик, Хени Хенджор, прибыл в Сан-Диего в декабре 2000 года. Остальные «мускулистые угонщики» оказались в США в начале или середине 2001 года.
Халид аль-Михдар и Наваф аль-Хазми были опытными и уважаемыми джихадистами в глазах лидера «Аль-Каиды» Усамы бен Ладена. Трое из пилотов, которым предстояло участвовать в атаках, были первоначальными членами Гамбургской ячейки (Мухаммед Атта, Марван аш-Шеххи и Зияд Джаррах). После обучения в тренировочных лагерях «Аль-Каиды» в Афганистане они были выбраны Бен Ладеном и военным крылом «Аль-Каиды» из-за их обширных познаний в области западной культуры и языковых навыков, что увеличивало шансы на успех операции. Четвёртый предполагаемый пилот и член Гамбургской ячейки, Рамзи бин аш-Шиб, также был выбран для участия в террористических актах, но не смог получить визу для въезда в США. Впоследствии его сменил Хени Хенджор, гражданин Саудовской Аравии.
Халид аль-Михдар и Наваф аль-Хазми также были потенциальными пилотами-угонщиками, но не преуспели в своих первых уроках пилотирования в Сан-Диего. В итоге они были переведены в стан «мускулистых угонщиков». Помимо них в конце 2000 или начале 2001 года были отобраны ещё 13 человек для этой роли. Все они были из Саудовской Аравии, за исключением Файеза Банихаммада, имевшего гражданство ОАЭ.
В день совершения терактов ФБР начало операцию PENTTBOM (английский акроним от Pentagon / Twin Towers Bombing Investigation — «Расследование атаки на Пентагон и Башни-близнецы»), в которой были задействованы около 7000 агентов (из 11 000 действующих) и привлечены несколько тысяч лиц вспомогательного персонала. Впоследствии ФБР определило её как «самую сложную и обширную операцию в своей истории». 14 сентября 2001 года 19 подозреваемых были установлены на основании списков пассажиров, присутствовавших на борту самолётов, информации о телефонных переговорах во время угонов, операций по оплате билетов и других типов документов. Имена были подтверждены 27 сентября 2001 года, с уточнением персональных данных.
Наличие лишь четырёх человек в группе угонщиков рейса 093 United Airlines, на одного меньше чем в трёх других, породило теорию о предполагавшемся «двадцатом угонщике», который по какой-то причине не смог принять участие в осуществлении террористического акта. Широко обсуждается наличие лица, не участвовавшего во время нападений, но глубоко вовлечённого в подготовку атак. Называется большое число имён, среди которых лица, не сумевшие получить визу в США, либо отстранённые от подготовки операций как недостаточно надёжные, либо установленные члены Аль-Каиды, выражавшие готовность своего участия.

## Список
В таблицах представлены 19 исполнителей террористических актов 11 сентября 2001 года, приведены их имена на арабском языке (для всех он являлся родным), фотографии, указаны возраст на день совершения терактов (все террористы погибли в этот день) и дата рождения, гражданство, дата прибытия в США для участия в атаках, основные места пребывания в США в период после прибытия и до участия в террористических актах. В примечаниях указаны ссылки на источники, подтверждающие приведённые данные.
Таблицы сгруппированы по авиарейсам, которые захватили террористы. Первой строкой в таблицах указаны пилоты, а затем уже «мускулистые угонщики». Таблицы отсортированы в хронологическом порядке уничтожения захваченных угонщиками самолётов.
| Имя                                           | Изображение | Возраст (дата рождения) | Гражданство       | Прибытие в США | Место пребывания в США | Примечания    |
| --------------------------------------------- | ----------- | ----------------------- | ----------------- | -------------- | ---------------------- | ------------- |
| Мухаммед Атта (араб. محمد عطا‎), пилот         |             | 33 (1 сентября 1968)    | Египет            | 3 июня 2000    | Южная Флорида          | [ 13 ] [ 14 ] |
| Абдулазиз аль-Омари (араб. عبد العزيز العُمري‎) |             | 22 (28 мая 1979)        | Саудовская Аравия | 29 июня 2001   | Нью-Джерси             | [ 13 ] [ 15 ] |
| Ваиль аш-Шехри (араб. وائل الشهري‎)            |             | 28 (31 июля 1973)       | Саудовская Аравия | 8 июня 2001    | Южная Флорида          | [ 13 ] [ 16 ] |
| Валид аш-Шехри (араб. وليد الشهري‎)            |             | 22 (20 декабря 1978)    | Саудовская Аравия | 23 апреля 2001 | Южная Флорида          | [ 13 ] [ 17 ] |
| Сатам ас-Суками (араб. سطام السقامي‎)          |             | 25 (28 июня 1976)       | Саудовская Аравия | 23 апреля 2001 | Южная Флорида          | [ 13 ] [ 18 ] |

| Имя                                        | Изображение | Возраст (дата рождения) | Гражданство       | Прибытие в США | Место пребывания в США | Примечания    |
| ------------------------------------------ | ----------- | ----------------------- | ----------------- | -------------- | ---------------------- | ------------- |
| Марван аш-Шеххи (араб. مروان الشحي‎), пилот |             | 23 (9 мая 1978)         | ОАЭ               | 29 мая 2000    | Южная Флорида          | [ 13 ] [ 19 ] |
| Файез Банихаммад (араб. فايز بني حماد‎)     |             | 24 (19 марта 1977)      | ОАЭ               | 27 июня 2001   | Южная Флорида          | [ 13 ] [ 20 ] |
| Моханд аш-Шехри (араб. مهند الشهري‎)        |             | 22 (7 мая 1979)         | Саудовская Аравия | 28 мая 2001    | Южная Флорида          | [ 13 ] [ 21 ] |
| Хамза аль-Гамди (араб. حمزة الغامدي‎)       |             | 20 (18 ноября 1980)     | Саудовская Аравия | 28 мая 2001    | Южная Флорида          | [ 13 ] [ 22 ] |
| Ахмед аль-Гамди (араб. أحمد الغامدي‎)       |             | 22 (2 июля 1979)        | Саудовская Аравия | 2 мая 2001     | Южная Флорида          | [ 13 ] [ 23 ] |

| Имя                                    | Изображение | Возраст (дата рождения) | Гражданство       | Прибытие в США | Место пребывания в США  | Примечания    |
| -------------------------------------- | ----------- | ----------------------- | ----------------- | -------------- | ----------------------- | ------------- |
| Хени Хенджор (араб. هاني حنجور‎), пилот |             | 29 (30 августа 1972)    | Саудовская Аравия | 8 декабря 2000 | Сан-Диего               | [ 13 ] [ 24 ] |
| Халид аль-Михдар (араб. خالد المحضار‎)  |             | 26 (16 мая 1975)        | Саудовская Аравия | 15 января 2000 | Сан-Диего               | [ 13 ] [ 25 ] |
| Маджед Мокид (араб. ماجد موقد‎)         |             | 24 (18 июня 1977)       | Саудовская Аравия | 2 мая 2001     | Тотова (Нью-Джерси) — ? | [ 13 ] [ 26 ] |
| Наваф аль-Хазми (араб. نواف الحازمي‎)   |             | 25 (9 августа 1976)     | Саудовская Аравия | 15 января 2000 | Сан-Диего               | [ 27 ] [ 28 ] |
| Салим аль-Хазми (араб. سالم الحازمي‎)   |             | 20 (2 февраля 1981)     | Саудовская Аравия | 29 июня 2001   | Патерсон (Нью-Джерси)   | [ 27 ] [ 29 ] |

| Имя                                     | Изображение | Возраст (дата рождения) | Гражданство       | Прибытие в США | Место пребывания в США | Примечания    |
| --------------------------------------- | ----------- | ----------------------- | ----------------- | -------------- | ---------------------- | ------------- |
| Зияд Джаррах (араб. زياد جراح‎), пилот   |             | 26 (11 мая 1975)        | Ливан             | 27 июня 2000   | Форт-Лодердейл         | [ 27 ] [ 30 ] |
| Ахмед аль-Хазнави (араб. احمد الحزناوي‎) |             | 20 (11 октября 1980)    | Саудовская Аравия | 8 июня 2001    | Лодердейл-бай-те-Си    | [ 27 ] [ 31 ] |
| Ахмед аль-Нами (араб. أحمد النعمي‎)      |             | 23 (7 декабря 1977)     | Саудовская Аравия | 28 мая 2001    | Делрей-Бич             | [ 27 ] [ 32 ] |
| Саид аль-Гамди (араб. سعيد الغامدي‎)     |             | 21 (21 ноября 1979)     | Саудовская Аравия | 27 июня 2001   | Делрей-Бич             | [ 27 ] [ 33 ] |